# Sambhal
Sambhal là một thành phố và là nơi đặt ban đô thị (municipal board) của quận Moradabad thuộc bang Uttar Pradesh, Ấn Độ.

## Địa lý
Sambhal có vị trí 28°35′B 78°33′Đ / 28,58°B 78,55°Đ Nó có độ cao trung bình là 193 mét (633 feet).

## Nhân khẩu
Theo điều tra dân số năm 2001 của Ấn Độ, Sambhal có dân số 182.930 người. Phái nam chiếm 53% tổng số dân và phái nữ chiếm 47%. Sambhal có tỷ lệ 35% biết đọc biết viết, thấp hơn tỷ lệ trung bình toàn quốc là 59,5%: tỷ lệ cho phái nam là 40%, và tỷ lệ cho phái nữ là 29%. Tại Sambhal, 18% dân số nhỏ hơn 6 tuổi.